# 沈文阿
沈文阿（しん ぶんあ、503年 - 563年）は、南朝梁から陳にかけての儒学者。字は国衛。本貫は呉興郡武康県。

## 経歴
沈峻の子として生まれた。性格は気が強く、膂力にすぐれた。父に学問の手ほどきを受け、大叔父の太史叔明や妻の父の王慧興に経学を伝えられた。また広く先儒の学説の違いを比較して、自ら義疏を作り、三礼や春秋三伝を習得した。孝廉に察挙され、梁の臨川王国侍郎となり、兼国子助教・五経博士に転じた。
皇太子蕭綱に東宮学士として召し出され、礼遇を受けた。『長春義記』の編纂にあたって、文阿は蕭綱の命を受けて異聞を多く取材した。侯景の乱が起こると、文阿は蕭綱に派遣されて、建康救援のための兵士の募集にあたった。建康が陥落すると、文阿は張嵊とともに呉興郡を守った。張嵊が敗れると、文阿は山野に隠れた。侯景は文阿の名を聞き知っていたため、身柄の捜索を受けた。文阿は行き場を失って、樹に登って首つり自殺しようとしたが、たまたま親しい人に行き会って救われた。このとき下に飛び降りたため、左臂を折ってしまった。侯景の乱が平定されると、陳霸先の推挙により、原郷県令となり、監江陰郡とされた。
紹泰元年（555年）、入朝して国子博士となり、ほどなく歩兵校尉を兼ねた。侯景の乱のために失われた儀礼の復興につとめた。永定元年（557年）に陳が建国されると、文阿は官を棄てて武康に帰ったため、陳霸先（武帝）が激怒して、使者を派遣して文阿を殺させようとした。ときに文阿の一族の沈恪が呉興郡太守であったため、その死を猶予するよう使者に願い出た。文阿が縛り上げられ、首輪をつけて武帝の前に引き出されると、武帝は「腐儒めをまたどうしようというのか」と笑い、文阿は罪を赦された。
永定3年（559年）、武帝が崩御すると、文阿は大行皇帝の霊座における衣服の制について徐陵や劉師知らと議論した。文帝が即位すると、尚書右丞の庾持が派遣した博士と謁廟の礼について議論し、文阿の意見に沿って謁廟が行われた。
ほどなく通直散騎常侍に転じ、国子博士を兼ね、羽林監を領した。皇太子陳伯宗に『孝経』や『論語』を講義した。天嘉4年（563年）、死去した。享年は61。廷尉卿の位を追贈された。編著に『儀礼』80余巻と『経典大義』18巻があり、当時に通行した。

## 伝記資料
- 『陳書』巻33 列伝第27
- 『南史』巻71 列伝第61